# Kong Jia
Xia Kong Jia (夏孔甲) fut le quatorzième roi de la dynastie Xia. Il régna de -1879 à -1848. Il fixa sa capitale à Xihe (西河). 
Dans la troisième année de son règne, il alla chasser à la montagne Fu (萯山) dans le Dongyang (東陽). 
Dans la cinquième année de son règne, il composa la musique d'orient (東音), laquelle fut aussi appelé la chanson de la hache brisée (破斧之歌). 
Personnellement, il était un roi très superstitieux. Il se détournait régulièrement des affaires d'états, au profit de jolies femmes et d'excès d'alcool. Durant son règne, le pouvoir dynastique s'affaissa considérablement. La plupart de ses vassaux devinrent plus puissants. Les Shang transférèrent leur capitale de Yin (殷) à Shangqiu (商丘).